# Avondale, Colorado
Avondale är en ort i Pueblo County i delstaten Colorado, USA.